# Антонович Володимир Боніфатійович
Антоно́вич Володи́мир Боніфа́тійович (6 [18] січня 1834, Махнівка, Махнівського повіту, Київської губернії — 8 [21] березня 1908, Київ) — український історик, археолог, етнограф, археограф; статський радник, доктор наук, професор Київського університету (з 1878), член-кореспондент Петербурзької АН (з 1901); співорганізатор Київської громади, член Київського товариства старожитностей і мистецтв, один з провідних діячів українського національного відродження другої половини ХІХ ст., лідер та ідеолог хлопоманів, організатор Старої (київської) громади.

## Життєпис

### Дитинство
Народився в містечку Махнівці, Махнівського повіту, Київської губернії (тепер Козятинський район, Вінницької області), у родині зубожілих, безземельних польських шляхтичів, генеалогічно споріднених з Правобережною Україною.
Найбільший вплив на формування його демократичних переконань та схильності до ідей французьких просвітителів мав його рідний батько Янош Джидай — син угорського революціонера, який виступав за відокремлення Угорщини від Австрійської імперії та запровадження республіканського ладу. Формальний батько — Боніфатій Антонович, литвин з Віленщини, випускник кременецького ліцею і гувернер. Мати — Моніка Гурська (з роду Любомирських), служила гувернанткою, добре знала французьку мову, багато читала.
У 1834—1840 рр. мешкав з бабусею Кароліною Гурською у маєтку Махнівка. 1840—1844 рр. навчався разом з дітьми панів Цибульських у маєтку Горишківка (нині село Томашпільського району Вінницької області) під керівництвом своєї матері. Повторний курс домашнього навчання пройшов у родині шляхтича-українофіла Оттона Абрамовича з його дітьми під керівництвом Боніфатія Антоновича.

### Подальші роки

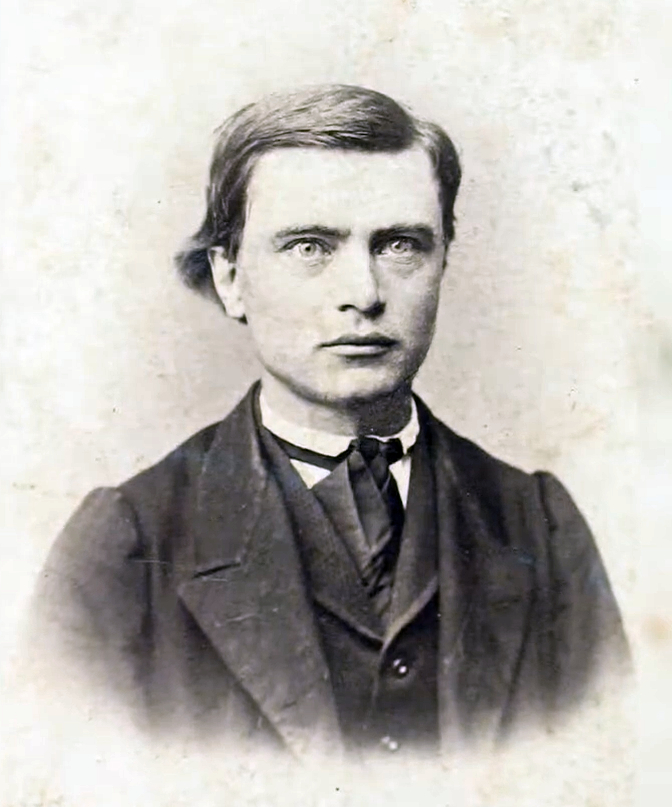
Володимир Антонович у молоді роки

Навчався в Рішельєвському ліцеї (1844—1848) та 2-й гімназії (1848—1850) Одеси.
Закінчив медичний (1855, до якого вступив за наполяганням матері) та історико-філологічний (1860) факультети Київського університету зі ступенем кандидата історико-філологічного факультету. Під час навчання входив у таємну організацію польської молоді в університеті — Тройницьку спілку. Ще в студентські роки Антонович читав козацькі рукописи, твори Тараса Шевченка, Пантелеймона Куліша, Аполлона Скальковського, етнографічні збірки, які вплинули на його життєву та наукову орієнтацію.

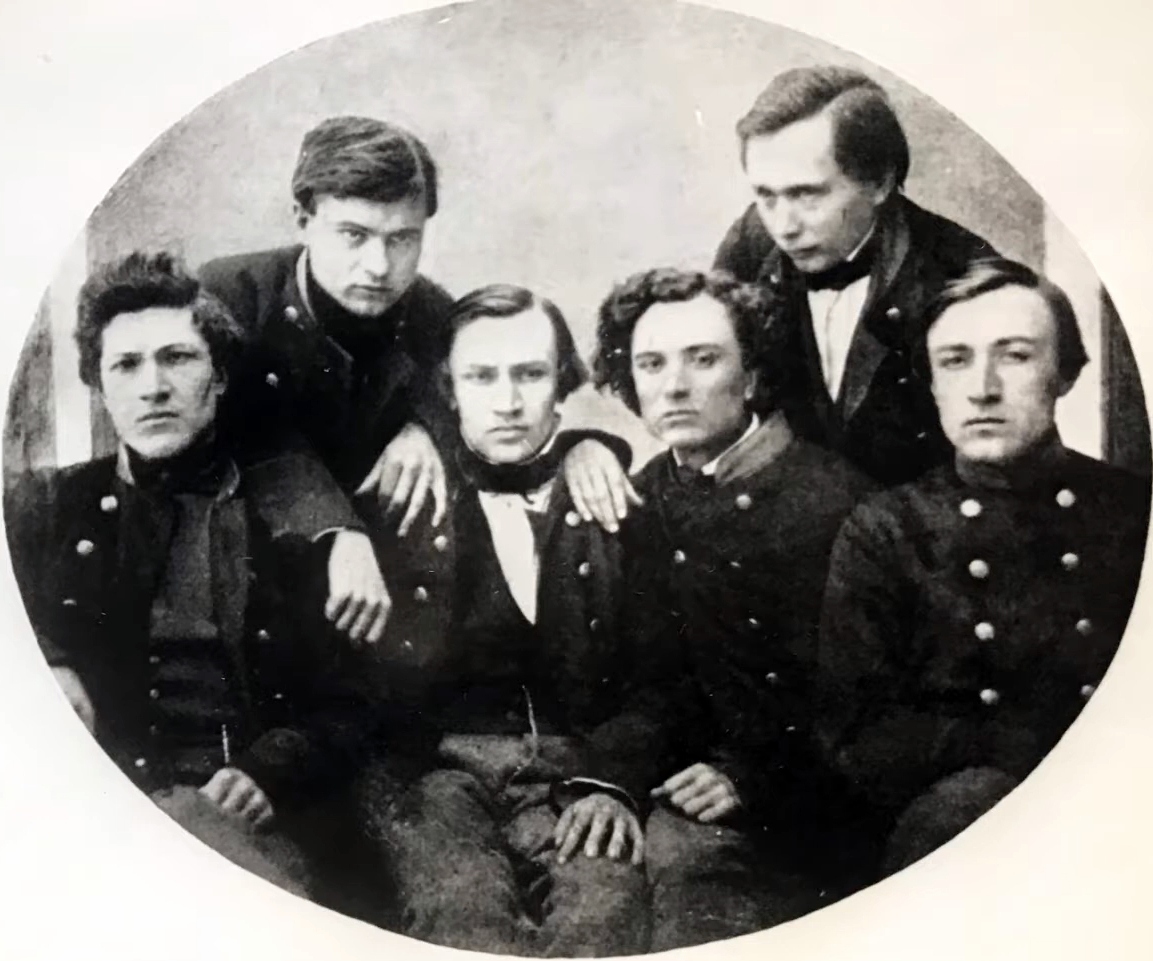
Володимир Антонович (стоїть ліворуч) у гурті студентів-поляків

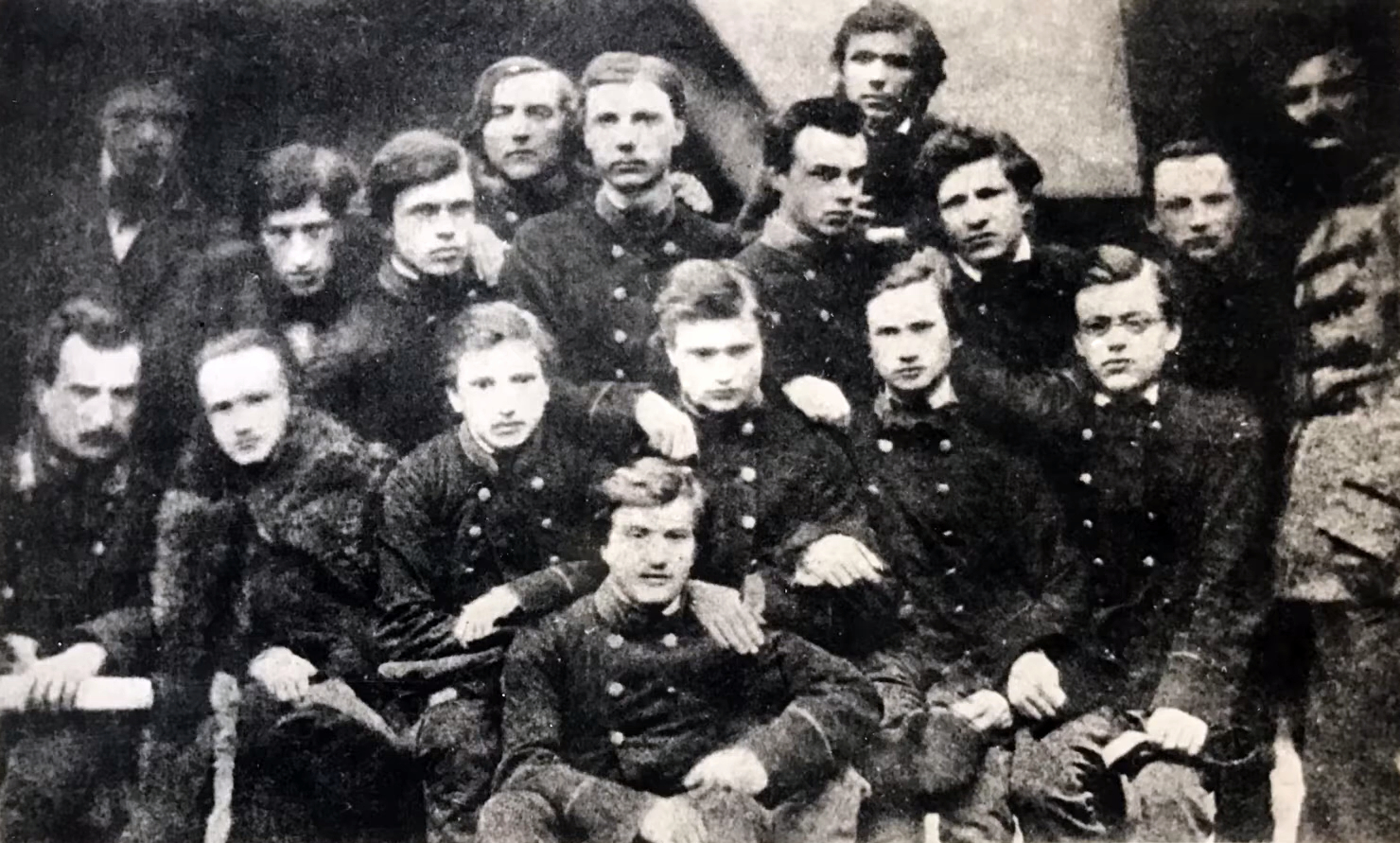
Володимир Антонович (сидить у другому ряді четвертий ліворуч) і Тадей Рильський (перший ряд) серед студентів-поляків

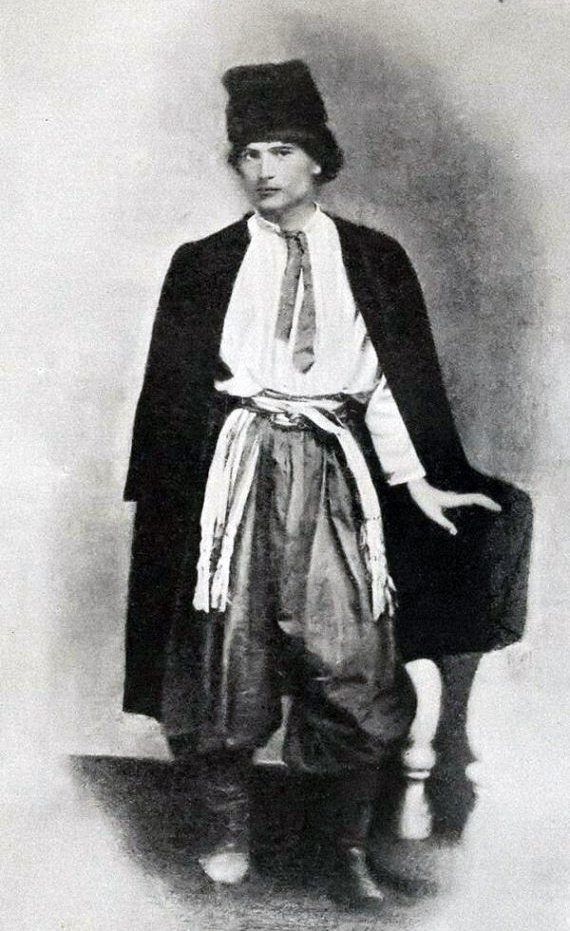
Володимир Антонович у селянському вбранні. 1860 р.

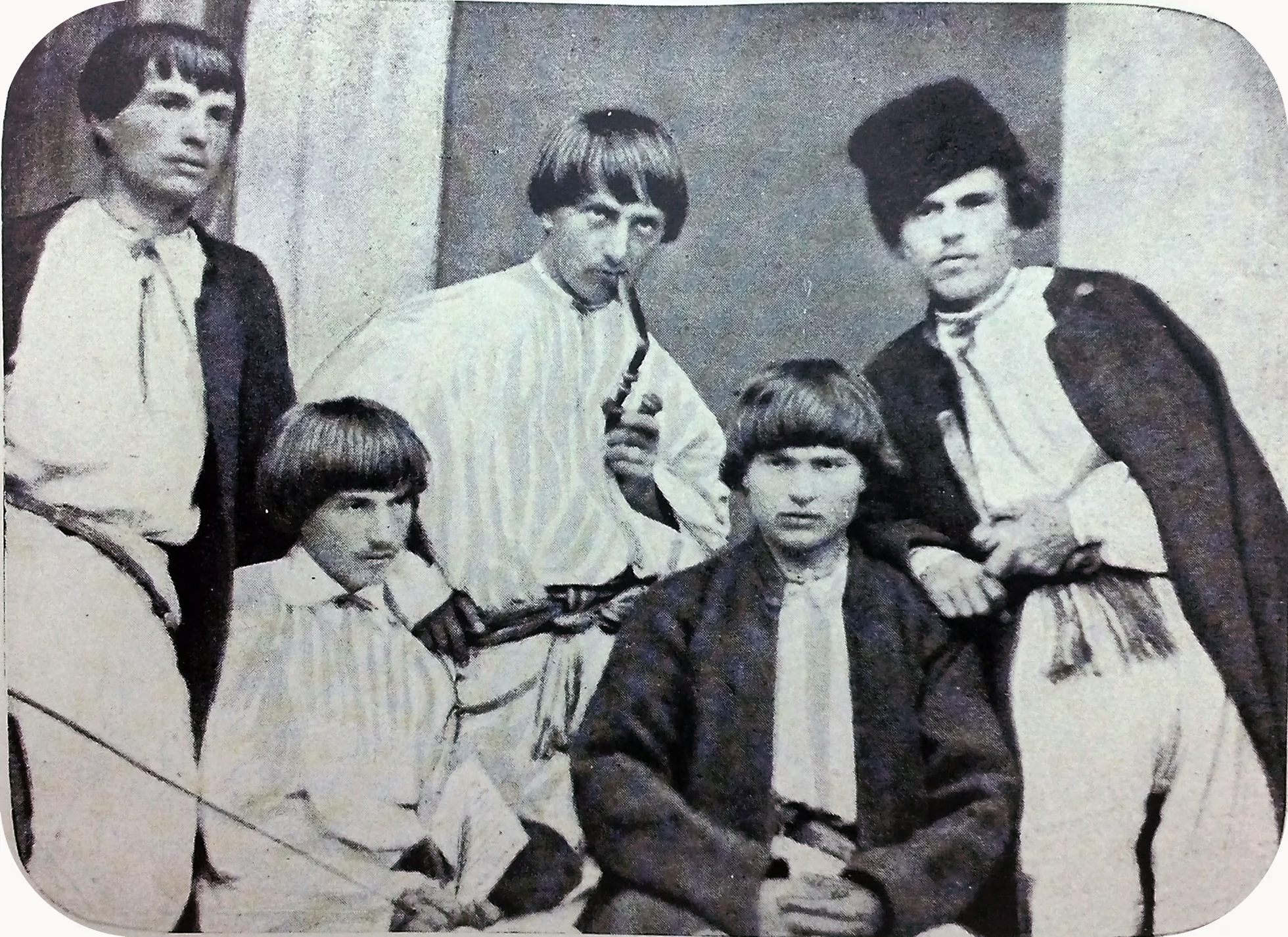
Хлопомани. Стоять зліва-направо: Онуфрій Хойновський, Вікентій Василевський, Владислав Винарський. Сидять зліва-направо: Тадей Рильський, Володимир Антонович. Орієнтовно між 1859 і 1861 рр.

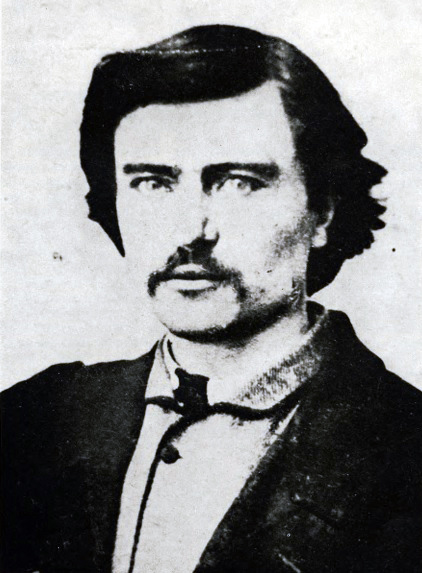
Володимир Антонович, кінець 1860-х чи початку 1870-х рр.

У студентській корпорації, що, в основному, складалася з польської молоді, наприкінці 50-х років XIX століття Антонович висловлює думку про те, що дивно жити в краю, не знаючи ні його історії, ні людей. Щоб побачити народ, яким він є, Антонович з товаришами на канікулах подорожує по Волині, Поділлю, Холмщиною, Київщиною, Катеринославщиною, Херсонщиною.
Після закінчення навчання на медичному факультеті у 1855—1856 рр. працював лікарем в Чорнобилі та в Бердичеві.
У 1860 р. захистив кандидатську дисертацію «О торговле неграми» (керівник — професор В. Шульгін).
У 1861 р. перейшов у православ'я, взяв шлюб з Варварою Іванівною Міхельс і почав працювати викладачем латинської мови в 1-й київській гімназії.
У 1861 році приєднався до так званих «хлопоманів». Один з організаторів Київської громади, очолює в ній «хлопоманський» гурток, члени якого вважали, що український народ має право на своє національне відродження. Сам Антонович згадував на сторінках «Украинской жизни» 1913 року про свою і його товаришів духовну ситуацію:
|  | Нам здавалося, що ми зуміємо поволі навернути ґміну на українство. Але довелося тієї думки зректися. З одного боку, ворожнеча з шляхтою ставила нас дуже в трудну позицію, з другого боку, з року 1860-го почала серед польського суспільства розвиватися конспірація, що приготовляла повстання. Було очевидно, що культурний напрямок, який ми розвивали, не вдержить більшості і так чи інакше може заплутати нас в інсурекційну справу. Зібравшись тісним гуртком, ми поклали стати на ясну точку. Всім товаришам свого гуртка запропонували вибрати одно з двох : або зоставатися далі при своїй роботі, і в такім разі виписатись із ґміни і заснувати свою справді-таки українську громаду, або — кому трудно зробити цей рішучий крок — зоставатись у ґміні і розірвати з нами зв'язки… |

Як зазначає Ігор Шаров, становлення Володимира Антоновича як політичного лідера відбувалося досить складно і почалось перш за все з визначення себе як українця та відкритого конфлікту з друзями-поляками, з розуміння обов'язку перед українським народом. Так виник «хлопоманський рух», орієнтований на романтично-народницькі ідеали, а в 1861 р. — українське культурно-просвітницьке товариство — Київська громада. Продовжуючи просвітницькі традиції кирило-мефодіївців, В. Антонович і його однодумці стояли вже на позиціях якщо не відвертого матеріалізму, то в усякому разі еволюціонізму і позитивізму. Критичне ставлення до чинних у царській Росії порядків, засудження самодержавства, сповідування принципів конституціоналізму, парламентаризму і федералізму спонукало громадівців до просвітницької діяльності і пропаганди наукового світогляду. Саме ці чинники, за переконанням Антоновича, повинні змінити суспільство.

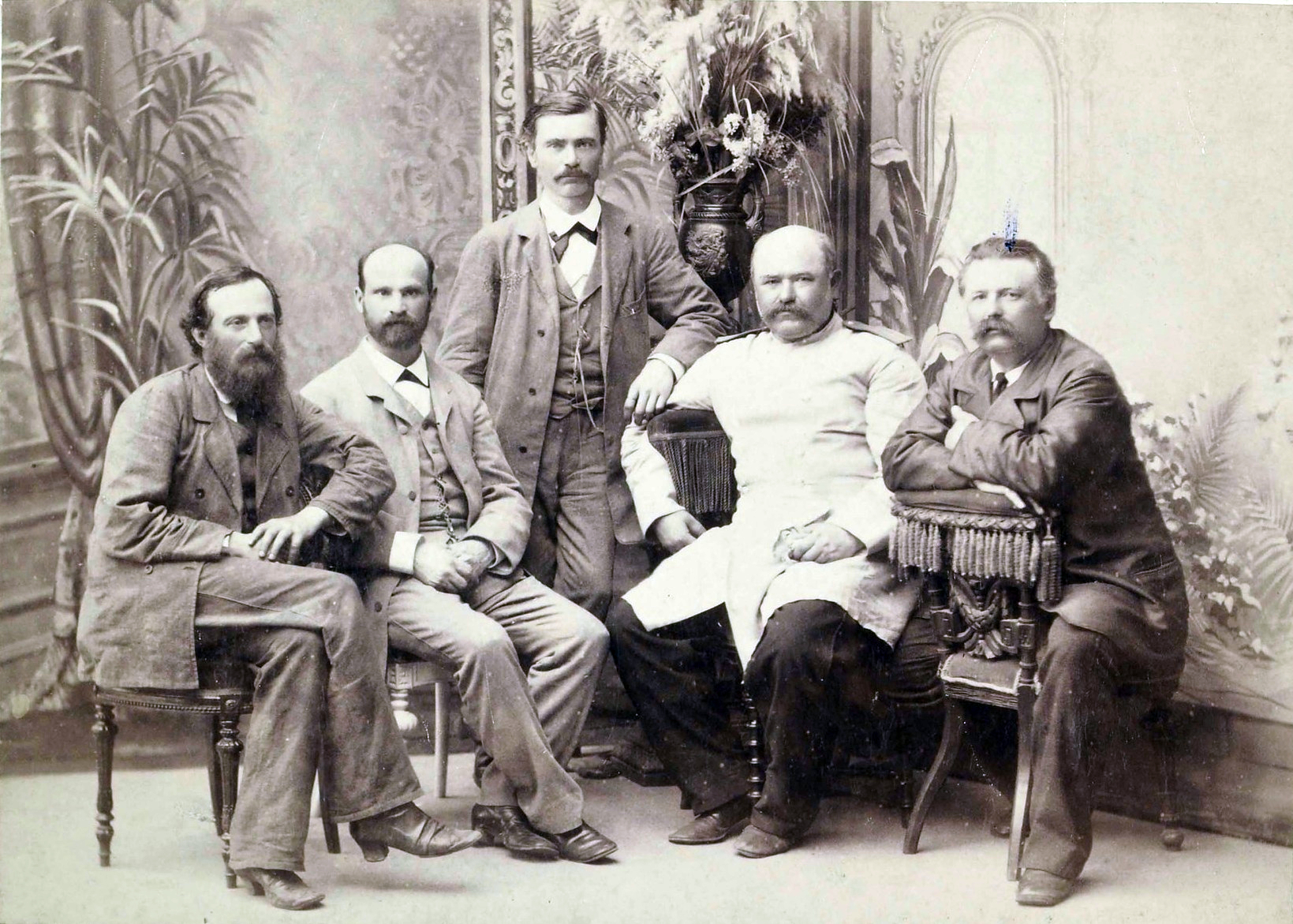
Хлопомани близько 1873 р. Зліва направо: Т. Рильський, В. Беренштам, В. Антонович, Ф. Т. Панченко, Б. Познанський

З метою пропагування своїх поглядів громадівці відкривали недільні школи. Там навчали читання, письма і арифметики.
Антонович часто їздив до Санкт-Петербурга, щоб налагодити зв'язки з редакцією журналу «Основа». Там він уперше опублікував дві свої розвідки полемічного характеру. Особливу реакцію української і польської громадськості викликала його стаття «Моя сповідь» (1862).
Становленню Антоновича як історика сприяло його знайомство з Михайлом Максимовичем та Миколою Іванішевим.
У 1862—1865 роках викладав загальну історію в Київському кадетському корпусі.
Одночасно з 1863 року — секретар, а в 1864—1880 роках — головний редактор «Тимчасової комісії для розгляду давніх актів» при канцелярії Київського, Подільського і Волинського генерал-губернатора.
Першу історичну працю Антонович написав 1863 року. Це була вступна розвідка «О происхождении казачества» до «Архива Юго-Западной России».

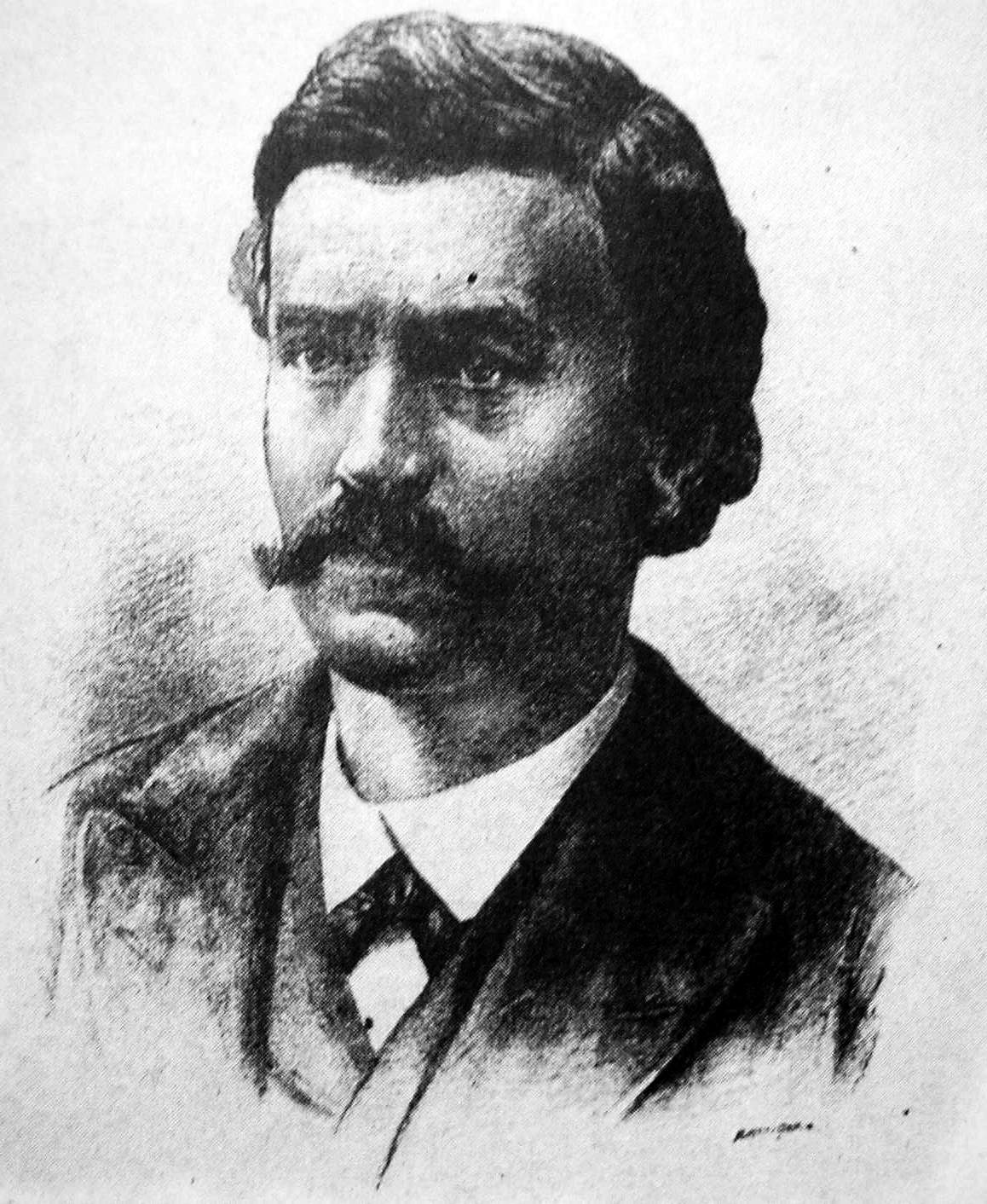
Володимир Антонович, кінець XIX ст.

1870 року за дисертацію «Последние времена казачества на правом берегу Днепра по актам 1679—1716 гг.» Антонович дістає титул магістра руської історії, його призначають штатним доцентом на кафедрі російської історії Університету Св. Володимира.
1871 року його відряджають на два тижні до Санкт-Петербурга як депутата від університету на II Археологічний з'їзд.
У 1873—1876 роках — член Південно-західного відділу Російського географічного товариства, а в 1875—1876 роках — його голова.
1874 року брав участь у Третьому Археологічному з'їзді та був його секретарем.
З 1874 року став дійсним членом Московського археологічного товариства, Імператорського одеського товариства історії та старожитностей та Церковно-археологічного товариства при Київській духовній академії.

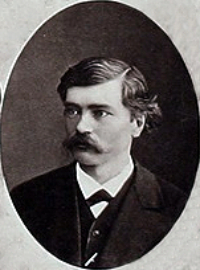
Володимир Антонович, 1880 р.

1875 року його відряджають на вісім місяців до Москви та Санкт-Петербурга для роботи в архівах та Імператорській публічній бібліотеці.

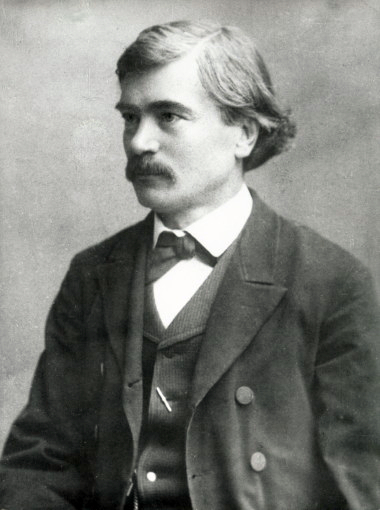
Володимир Антонович

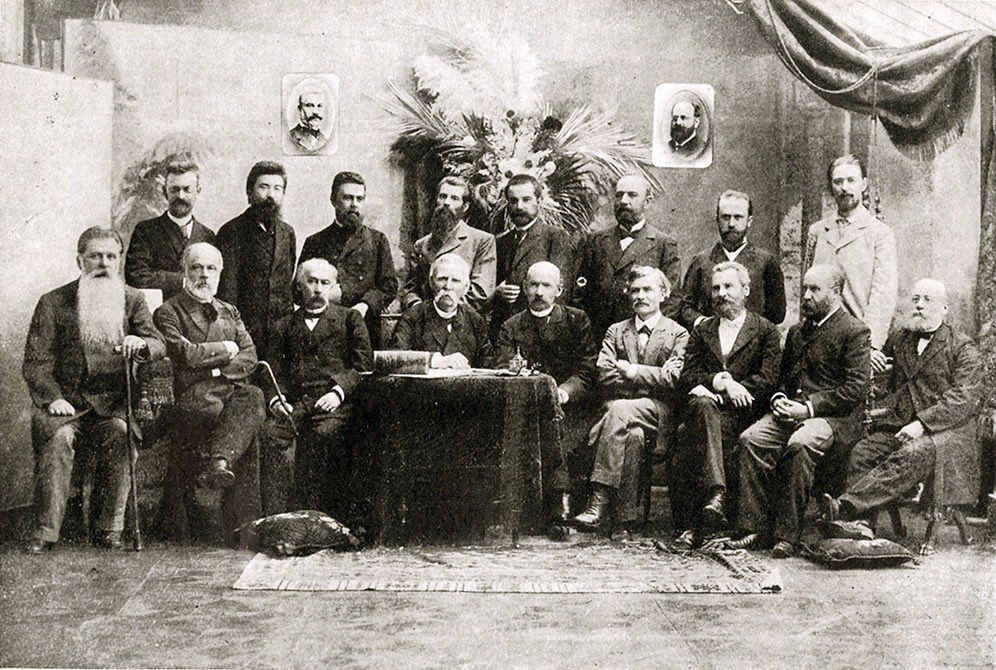
Святкування з нагоди 15-річчя журналу «Кіевская старина», весна 1898 року. Зліва направо сидять: Павло Житецький, Олександр Лазаревський, Веніамін Тарновський, Михайло Чалий, Микола Шугуров, Володимир Антонович, Костянтин Михальчук, Андрій Стороженко, Володимир Щербина; стоять: Євген Кивлицький, Микола Василенко, Андроник Дудка-Степович, Никандр Молчановський, Орест Левицький, Микол Стороженко, Венедикт Мякотін

1877 року він отримав відрядження до Казані як депутат від Університету Св. Володимира на IV Археологічний з'їзд.
Працював Антонович і на теренах Західної України після обрання його 1877 року дійсним членом Львівського археологічного товариства.
1878 року після захисту праці «Очерк истории Великого княжества Литовского до смерти великого князя Ольгерда» йому присвоїли ступінь доктора російської історії, він стає дійсним професором російської історії Київського університету, яким лишається по 1890 рік. Того року йде Антонович на пенсію й проживає в Києві до смерті.
Володимир Боніфатійович також завідував в Університеті Св. Володимира мюнц-кабінетом (нумізматичний, виник після передачі в 1834 році колекцій з Віленського університету, Уманського, Луцького та Почаївського училищ) та музеєм старожитностей (Зібрання старожитностей університету, згодом перетворилося на перший у Києві археологічний музей, що на початку ХХ століття мав більш як 11 тисяч одиниць зберігання).
1880 року Антоновича відрядили за кордон на один рік, і того ж року він бере участь як депутат від університету Св. Володимира і як член Московського археологічного товариства в IX археологічному з'їзді в Лісабоні.
1880 року Антоновича обирають на декана історико-філологічного факультету, на цій посаді він залишається до 1883 року. Мав чин статського радника.
Його лекції з історії Галицької Русі, Великого князівства Литовського, українського козацтва, джерелознавства та допоміжних дисциплін, разом з апробованими в університеті історичними семінарами, сприяли широкому залученню на ниву дослідницької роботи молодих істориків.
Антонович був також одним із засновників товариства Нестора-літописця при університеті Св. Володимира, а 1881 року очолив це товариство.
1882 року він брав участь у створенні журналу «Киевская старина». У цьому журналі Антонович опублікував і свою повість «Уманский сотник Иван Гонта» (1882).
1883 року Антоновича обирають почесним членом Товариства любителів природознавства, антропології та етнографії при Імператорському московському університеті. Також він був членом Київського юридичного товариства у відділі звичаєвого права.
1885 року Володимир Боніфатійович розробив програму видання багатотомної «Руської історичної бібліотеки». Фактично він першим серед українських істориків нових часів чітко і ясно, без національної роздвоєності, властивої його попередникам і сучасникам, виступив з концепцією споконвічності української самобутності й навіть увів у науковий обіг термін «Україна-Русь».
Організатор археологічних з'їздів в Україні.

### Останні роки життя
У другій половині 1890-х років Володимир Антонович разом із відомим письменником і громадським діячем Олександром Кониським заснував всеукраїнську політичну організацію, що мала об'єднати українців усієї Російської імперії. 1897 року відбувся установчий з'їзд цієї організації, до якої 1901 року приєдналася й київська «Громада». Сама організація проіснувала до її перетворення 1904 року на «Українську демократичну партію».
До кінця життя наукові заслуги Антоновича були визнані повною мірою.
Його обрали членом-кореспондентом Російської академії наук.
Останні роки життя Володимир Антонович працював у Ватиканському архіві, де знаходив багато матеріалів з історії України, збирав документальні відомості для історико-географічного словника України (залишився невиданим), продовжував активно займатися археологічними дослідженнями. За рік до смерті почав диктувати Дмитрові Дорошенку (згодом відомому українському історикові) автобіографічні «Спомини».
Мешкав у Києві за адресою Жилянська вулиця, 20 (з 1880-х до 1908 року; будинок не зберігся).
Помер Антонович 8 (21) березня 1908 року, похований у Києві на Байковому кладовищі (ділянка № 7). У квітні 1967 року на могильній плиті зроблено напис «Антонович Володимир. 1834—1908. Український історик».

## Родина
Перша дружина — дочка майора Йогана фон Міхеля, двоюрідна сестра Павла Чубинського Варвара. Друга дружина — курсистка, у якої Антонович був викладачем, Катерина Мельник, українська історикиня, археологиня, перекладачка та громадська діячка
Сам В. Антонович дітьми не займався, лише зрідка грався з молодшим сином Дмитром (Мухою), який згодом став відомим громадським діячем, переїхав і жив у Празі, де й помер. Старший син Іван обрав кар'єру військового ветеринарного лікаря; донька Галя одружилася з інженером Л. Геркеном; друга дочка Ірина мешкала в домі батька і певний час працювала у ВУАН.

## Нагороди
- орден Святого Станіслава 2 ступеня (1870);
- орден Святої Анни 2 ступеня (1874);
- орден Святого Володимира 3 ступеня (1882).

## Громадська діяльність
Антонович був видатним українським громадським діячем. Належачи до так званих «хлопоманів», він надрукував у відповідь польському публіцистові Зенону Фішеві (псевдонім Падалиця) відому статтю «Моя исповедь» (1862), де подав обґрунтування ідеології «хлопоманів». Польський журналіст Падалиця назвав Антоновича перевертнем, який зрікся свого стану й клану. В першому числі часопису «Основа» за 1862 рік Антонович йому відповів:
|  | Вам добре відоме, д. Падалице, що перше як відважитися розійтись із шляхтою і всіма її моральними достатками, я випробував усі шляхи замирення; вам відомо і те, яка була з вашого боку зустріч усіх спроб урезонити «вельможних» до людського поводження з селянами, до клопотання про освіту народну на власних його національних основах, до визнання за українське, а не польське того, що є українське, а не польське; адже ж ви були свідком, як подібні міркування викликали спершу посвист та смішки, потім пересердя, глум і лайку, а нарешті — несправедливі доноси і натяки на Коліївщину. Після того, певна річ, залишилося або зректися своєї совісті, або покинути наше суспільство; я вибрав останнє, і покладаю надію, що працею та любов'ю зроблю, що українці коли-небудь визнають мене за сина свого народу через те, що я готовий поділити з ним… Виходить, д. Падалице, ваша правда! Я — перевертень і пишаюсь цим так само, як пишався б в Америці, якби з плантатора перевернувсь на аболіціоніста, чи в Італії з папіста став би чесним працьовитим слугою спільної народної справи. |

Майже півстоліття Антонович стояв на чолі українського громадсько-політичного життя, був головою київської Старої громади, і за його ініціативою 1890 року в Галичині дійшло до «угоди» між поляками й українцями у Львівському сеймі. Антоновичу належить велика роль у реалізації плану переїзду Михайла Грушевського до Львова і створення там наукового осередку.

## Наукова діяльність
Михайло Брайчевський так схарактеризував постать Антоновича у науці:
|  | Орієнтація на європейську культуру, зокрема й історіографію, вирізняла Володимира Антоновича з-поміж переважної більшості його попередників і сучасників, які звикли озиратися на російську і польську літератури. Він був перший справжній європеєць у вітчизняній історіографії, що підніс її над тим провінціалізмом, в якому вона потерпала досі. |

Антонович був представником народницької школи в українській історіографії.
Він створив так звану «київську школу» істориків, яка завдяки таким відомим учням Антоновича з Київського університету (Дмитро Багалій, Петро Голубовський, Михайло Грушевський, Митрофан Довнар-Запольський, Іван Линниченко, Віктор Гошкевич, Іван Каманін, Василь Данилевич, Василь Ляскоронський та ін.) заклала підвалини сучасної історичної науки.
Окрім історико-археографічної та педагогічної діяльності, вчений захоплювався археологією та нумізматикою. На відміну від багатьох тодішніх археологів, він дивився на матеріали розкопок насамперед як на джерело історичних реконструкцій: відтворення господарства, способу життя й побуту давніх епох. Саме Антонович започаткував на Батьківщині традицію історичних реконструкцій давнини, спираючись на синтез, взаємодоповнення писемних, археологічних і антропологічних матеріалів, систематичні археологічні дослідження на території України і став родоначальником вітчизняної археології.
Цікавився Володимир Антонович також історією культури й етнографією, підготував за цими темами кілька ґрунтовних публікацій. Разом з Михайлом Драгомановим уклав збірку «Исторические песни малорусского народа».
У своїх працях Антонович уникав синтези, документально досліджуючи окремі історичні явища. Лише в своїх науково-популярних лекціях («Бесіди про часи козацькі в Україні» (1897); «Виклади про часи козацькі в Україні» (1912) Антонович дав загальний огляд української історії від часів сформування козаччини.
В останній період життя Антонович дедалі більше уваги приділяв археологічним дослідженням Правобережжя. Діяльність на цьому терені підсумована в працях «Розкопки в землях древлян» (1893), «Археологічна карта Київської губернії» (1895) і «Археологічна карта Волинської губернії» (1902).
Створив українську археологію як науку, розробивши нову методику ведення розкопок. Дослідив стоянки періоду палеоліту, неоліту, провів розкопки поселень Трипільської культури, древлян та розробив їх класифікацію. Видав археологічні карти Київської й Волинської губерній (1895, 1900). Учасник багатьох загальноросійських археологічних з'їздів, міжнародного археологічного конгресу в Лісабоні (1880).

## Наукові праці
Антонович — автор понад 300 праць з історії, археології та етнографії України. Зібрав, зредагував і видав 9 томів «Архива Юго-Западной России», що стосуються історії Правобережної України XVI—XVIII століть. Вступні статті Антоновича до цих томів присвячені:
- історії козацтва:
  - О происхождении козачества (1863);
  - Последние времена козачества на правом берегу Днепра по актам 1679—1716 гг. (1868);
- історії гайдамаччини:
  - О гайдамачестве (1876);
  - О мнимом крестьянском восстании на Волыни в 1789 г. (1902);
- історії селянства:
  - О крестьянах в Юго-Западной России по актам 1770—1798 гг. (1870);
- історії шляхетства:
  - О происхождении шляхетских родов в Юго-Западной России (1867);
- історії міст і міщанства:
  - О городах в Юго-Западной России по актам 1432—1798 гг. (1870);
- історії церкви:
  - Об унии и состоянии православной церкви с половины XVII до конца XVIII в. (1871).

Інші головні праці
- Очерк истории Великого княжества Литовского до смерти великого князя Ольгерда (1877—1878);
- Киев, его судьба и значение с XIV по XVI ст.[13] (1882);
- Уманський сотник Іван Гонта (1882);
- Монографии по истории Западной и Юго-Западной России (1885).

За редакцією Антоновича вийшли також
- Сборникъ матеріаловъ для исторической топографіи Кіева и его окрестностей (1874, редактор І, ІІІ розділів);
- Сборник летописей, относящихся к истории Южной и Западной России (1888) (див. також Літопис подій у Південній Русі);
- Мемуары, относящиеся к истории Южной Руси (1890—1896);
- Дневник Станислава Освенцима (1643—1651) та інші.

Антоновичу належать історичні примітки до видання Михайла Драгоманова «Исторические песни малорусского народа» (1874—1875).
Найважливіші праці з археології
- Раскопки в земле древлян (1893);
- Археологическая карта Киевской губернии (1895) (http://irbis-nbuv.gov.ua/);
- Археологическая карта Волынской губернии (1900) (pdf, djvu);
- Описание монет и медалей, хранящихся в нумизматическом музее Университета Св. Владимира (1896).

Інші праці
- Заклинания против чар (1890);
- Чари на Україні (1905).

Матеріали досліджень про Шумськ і його околиці опубліковані в праці «Про місцезнаходження літописних міст Шумська і Пересопниці» (1901).

### Сучасні перевидання
- Антонович В. Б. Про Козацькі часи на Україні / післям. М. Ф. Слабошпицького ; комент. О. Д. Василюк та І. Б. Гирича. — К. : Дніпро, 1991. — 238 с. — ISBN 5-308-01400-0. (link).
- Антонович В. Б. Моя сповідь: Вибрані історичні та публіцистичні твори [Архівовано 17 березня 2013 у Wayback Machine.] / упор. О. Тодійчук, В. Ульяновський ; вст. ст. та коментарі В. Ульяновського. — К. : Либідь, 1995. — 816 с. — («Пам'ятки історичної думки України»). — ISBN 5-325-00529-4.
- Антонович В. Б. Коротка історія козаччини. [Архівовано 17 березня 2013 у Wayback Machine.] — Вінніпег: УВАН, 1971. — 232 с.
- Антонович В. Коротка історія Козаччини: з ілюстраціями і картою України / Антонович Володимир. — Київ: Україна, 1991. — 157 с.: іл., карти. — Друк. за виданням: Антонович В. Коротка історія Козаччини / з примітками д-ра М. Кордуби. — Коломия, 1912. — (Серія «Книжковий архів»). — ISBN 5-319-01016-8.
- Антонович В. Б. Коротка історія Козаччини / Антонович Володимир Боніфатійович ; передмова І. І. Глизя. — Київ: Україна, 2004. — 304 c.: іл. — ISBN 966-524-165-6.

## Ушанування пам'яті
1928 у будівлі Історичної секції ВУАН на вулиці Володимирській, 35, до 20-річчя смерті Антоновича, діяла масштабна меморіальна виставка про його життя та творчий доробок.
На честь Володимира Антоновича названо вулиці у Вінниці, Дніпрі, Києві, Львові, Житомирі, Кропивницькому, Рівному та інших містах України.

### Відео
- Про Володимира Антоновича (1834-1908) — одного із засновників української історичної науки на YouTube розповідає доктор історичних наук Ігор Гирич
- БОРЕЦЬ З ІМПЕРІЄЮ ТА НАТХНЕННИК НАЦІОНАЛІСТІВ: хто такий Володимир Антонович?  на YouTube. Телебачення Торонто
- Серіал «Завдяки їм»: Володимир Антонович та народження ідентичності. NEED / science & education на YouTube
- Володимир Антонович - історик і конспіратор  на YouTube розповідають Віра Агеєва, Ростислав Семків
- Володимир Антонович та Стара Київська Громада. Максим Франтішков на YouTube
- Про ВОЛОДИМИРА АНТОНОВИЧА. Програма «Велич особистості». 2018 на YouTube розповідає Ірина Фаріон

| S: | Твори цього автора перебувають у суспільному надбанні. Ви можете допомогти проєкту, додавши їх у Вікіджерела. |